# Guitar Hero: Metallica
Guitar Hero: Metallica é um jogo eletrônico musical e de ritmo desenvolvido pela Neversoft e publicado pela Activision. Foi lançado inicialmente na América do Norte em 29 de março de 2009 para as plataformas PlayStation 3, Wii, Xbox 360 e, no mês seguinte, para PlayStation 2. O jogo é o segundo título da franquia a se concentrar na carreira e canções de uma específica banda, o Metallica.
Guitar Hero: Metallica mantém a jogabilidade básica apresentada em World Tour, na qual o jogador utiliza um controlador para simular melodias de uma guitarra principal, bateria, contrabaixo elétrico ou vocais. O objetivo do jogador é sincronizar os botões correspondentes com as notas que deslizam pela tela, obtendo pontos no agregador. Ele também fornece os modos carreira para um e múltiplos jogadores, competitivo online e a capacidade de criar e compartilhar canções através do "GHTunes". Além do níveis habituais de dificuldades, o título também propicia uma dificuldade "Expert+" para bateria que permite o uso de um segundo pedal de bumbo para combinar com o estilo do som de Lars Ulrich. O jogo oferece 28 gravações masterizadas que abrange a carreira do Metallica, além de outras 21 canções escolhidas pelos próprios membros da banda. Esses também participaram de sessões de captura de movimentos para as performances de seus avatares. O jogo inclui vários conteúdos extras, como vídeos dos bastidores das sessões de captura de movimento, vídeos de turnês e concertos da banda e curiosidade no estilo de Pop Up Video sobre as canções disponíveis.
Guitar Hero: Metallica recebeu revisões, em geral, positivas por parte de críticos e fãs, afirmando que é uma forte homenagem à banda e o melhor trabalho da Neversoft na franquia até aquela data. O mecanismo de dificuldades ao longo do título também foi elogiado, considerado mais agradável para os jogadores em comparação ao nível mais difícil de World Tour. Por outro lado, os revisores observaram a falta de conteúdo adicional para download, com exceção das canções preexistentes do álbum Death Magnetic. Outros pontos negativos observados pelos críticos foram a história animada do modo carreira e o valor geral do jogo.

## Jogabilidade

Os integrantes do Metallica fizeram uma extensiva captura de movimentos para o jogo

Guitar Hero: Metallica, assim como outros jogos da série, permite aos jogadores reproduzem canções de rock através de controladores que simulam instrumentos musicais. A jogabilidade mantém vários elementos do título antecessor, Guitar Hero World Tour, na qual os jogadores podem escolher entre guitarra principal, bateria, contrabaixo elétrico e vocais. Para concluir com êxito as canções, deve-se apertar os botões correspondentes às notas que deslizam para a parte inferior da tela, acompanhando, de forma simultânea e sincronizada, o ritmo da canção de fundo para obter pontos. Para executar as notas, utiliza-se um controlador em forma de guitarra ou contrabaixo, que possuí uma pequena barra que simula as cordas do equipamento e, ao mesmo tempo, o jogador deve pressionar os botões coloridos correspondentes para emular a execução dos trastes. Os bateristas devem acertar os blocos de percussão apropriados e usar o pedal do bumbo; por fim, os vocalistas precisam igualar o tom das notas através de um microfone. O erro de uma nota resulta em uma queda no medidor de desempenho. Quando o medidor cai muito, o jogador perde a partida e essa derrota é representada no jogo por vaias dos espectadores. Uma sequência consecutiva de notas corretas resulta na multiplicação da pontuação do jogador. As seções especiais podem ser usadas para obter o "Star Power". Este, quando ativado, dobra o multiplicador de pontuação.
O desenvolvedor líder Alan Flores afirmou que a dificuldade do título é maior do que dos jogos anteriores e foi projetada para desafiar o jogador mais exigente. Para atender à "ferocidade" das canções do Metallica, o jogo apresenta os cinco níveis de dificuldade disponíveis em World Tour e um modo "Expert+" para bateristas. Este permite adicionar um segundo pedal de bumbo, embora os resultados desse modo não sejam rastreados pelos modos online. Os pedais de bateria adicionais e um divisor foram disponibilizados após o lançamento do jogo e como parte dos bônus de pré-encomenda. Apesar do jogo permitir que os jogadores toquem guitarra e contrabaixo, ele não oferece a opção de tocar guitarra principal e rítmica, o que não propicia a simulação dos riffs de Hetfield e Hammett em determinadas canções. Flores explicou que essa foi uma decisão para diminuir a carga de trabalho da equipe." Flores indicou que o aumento na dificuldade ocorreu após queixas em Legends of Rock.
Semelhante ao Guitar Hero: Aerosmith, o título apresenta canções do Metallica em ordem cronológica, mas se concentra mais nos acontecimentos da época do lançamento do jogo do que na história da banda. As canções do jogo estão disponibilizadas em uma série linear de níveis, assim como nos títulos mais antigos da série, por exemplo, Legends of Rock, em vez da progressão de performances usada em World Tour. No entanto, o título exige um determinado conjunto de estrelas obtidas no desempenho individual de cada canção para avançar de nível. Por sua vez, a história é baseada em uma banda que quer seguir os passos do Metallica, e o grupo os aceita como artistas principais em uma turnê. Alguns locais reais também foram representados no jogo, incluindo a botate The Stone em São Francisco, o Hammersmith Odeon em Londres, o aeródromo de Tushino em Moscou e The Forum, em Los Angeles. Um local final não especificado foi incluído para representar o auge da banda. O título, no entanto, foi concluído antes do Metallica entrar no Hall da Fama do Rock and Roll e, portanto, o jogo não traz nenhuma referência a este evento. A interface permanece semelhante à World Tour, com algumas obras de arte baseadas no Metallica adicionadas a ela. Duas mudanças foram feitas; o desempenho individual e os medidores de "Star Power" estão localizados ao lado de cada faixa na tela em vez de agrupados para facilitar o acompanhamento do próprio desempenho, e, quando desempenho do jogador está falhando, as bordas da tela brilham em vermelho como indicativo. O modo de criação de canções do World Tour está disponível no título, oferecendo ao jogador a opção de usar tons da guitarra ESP Truckster de Hetfields e do contrabaixo ESP de Tom Araya do Slayer, além dos sons de bateria do Metallica. Os serviços "GHTunes", que permitem aos jogadores compartilhar canções criadas no modo de criação, são compatíveis com o World Tour. No novo modo "Drum Over" deste jogo, os jogadores podem selecionar qualquer canção e tocar bateria sem nenhuma faixa fixa ou sem falhas, permitindo que eles criem sua própria linha de bateria usando os sons do instrumento existentes nas faixas. O modo batalha de Legends of Rock, por sua vez, foi ligeiramente alterado para adicionar influências do Metallica; por exemplo, um power-up chamado "Fade to Black" escurece completamente a tela do oponentes, "Trapped Under Ice" congela a barra whammy e "Ride the Lightning", que sobrecarrega o amplificador.

## Desenvolvimento

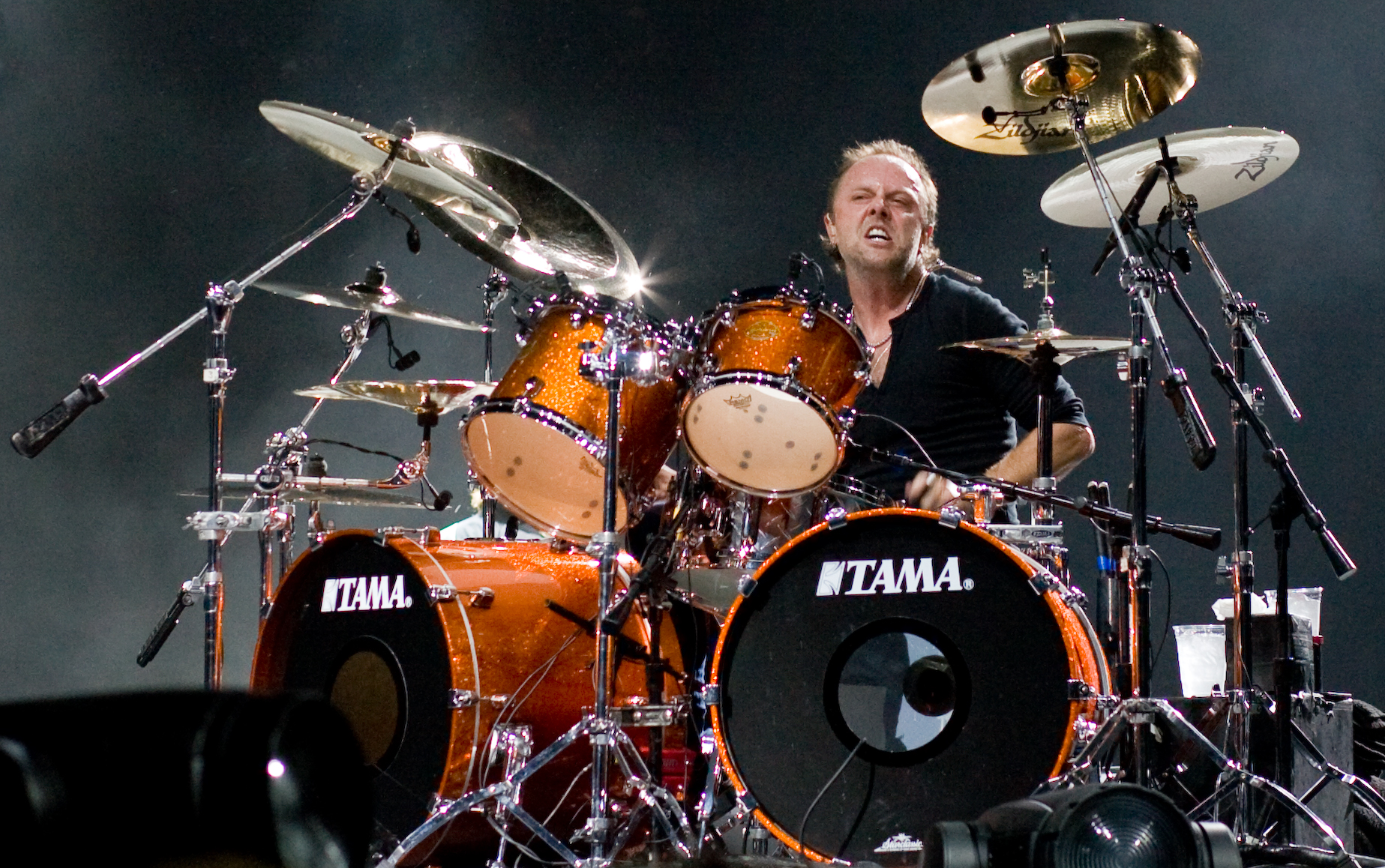
Ulrich durante uma performance em 2008

A produção de Guitar Hero: Metallica foi revelada por um analista da Wedbush Morgan Securities, que descobriu, em 2008, uma menção do jogo nos arquivos da Activision na Comissão de Valores Mobiliários, os quais estavam planejados para serem lançados no ano fiscal de 2009. De acordo com o designer Alan Flores, o desenvolvimento do jogo começou no segundo trimestre de 2008. A banda teria rapidamente concordado com o projeto após uma consulta inicial em abril do mesmo ano. Em junho, duas postagens feitas no website do Metallica fizeram referências ao GHTunes, e indicaram que os jogadores poderiam esperar "uma pilha de canções de Tallica." Lars Ulrich, quando questionado sobre o jogo durante uma entrevista à MTV, afirmou que "as pessoas do 'Guitar Hero' e da Activision rapidamente se tornaram os seus novos melhores amigos no mundo." Ele também afirmou que a ideia do título temático veio da influência que os jogos originais da franquia tiveram sobre os filhos de Ulrich e James Hetfield, que aprenderam sobre canções e bandas mais antigas, como Deep Purple e Black Sabbath. O título foi anunciado oficialmente durante a apresentação da Microsoft na conferência E3 de 2008, juntamente com o anúncio de que o mais novo álbum do Metallica, Death Magnetic, estaria disponível como conteúdo para download em Legends of Rock e World Tour. Neste último, um trailer foi incluído como um conteúdo extra, com "Master of Puppets" tocando em segundo plano e o slogan "Ride the Lightning."
Assim como havia acontecido em Guitar Hero: Aerosmith, os membros do Metallica, incluindo Kirk Hammett, Lars Ulrich, James Hetfield e Robert Trujillo disponibilizaram seis performances, com seus respectivos sons de falas e de platéia para a captura de movimento de seus avatares no jogo; a sessão de captura de movimento incluiu a sincronização labial com a letra e os movimentos das tranças do cabelo de Trujillo. Ulrich e Hetfield realizaram sessões adicionais para ajudar os desenvolvedores. No jogo, os membros do Metallica aparecem com suas características modernas, mas trajes desbloqueáveis foram disponibilizados para aproximar os jogadores da história da banda. Os ex-integrantes da banda Jason Newsted e o falecido Cliff Burton não foram representados no jogo, pois a banda achou que as inclusões diminuiriam a visibilidade de Trujillo. No entanto, curiosidades sobre os dois ex-integrantes foram incluídas. O jogo também apresentou conteúdos em estilo DVD, como fotografias, vídeos e cenas dos bastidores, além dos "Metallifacts, curiosidades no estilo Pop Up Video exibidas na tela durante as faixas. Algumas canções do Metallica no jogo têm um vídeo da performance da banda, com a qualidade variando entre gravações feitas por fãs em pequenos clubes e produções em larga escala. Outros dois músicos contribuíram com o desenvolvimento do jogo, o baixista e vocalista do Motörhead, Lemmy, e o cantor da banda Mercyful Fate, King Diamond, que ofereceram capturas de movimentos para personagens desbloqueáveis e faixas masterizadas de "Ace of Spades" e "Evil", respectivamente, pois as gravações originais não se estavam disponíveis para uso na produção do jogo. A notável maquiagem de Diamond foi alterada em comum acordo com o próprio músico para evitar ofender a religião de qualquer parceiro comercial envolvido no jogo.
Durante o desenvolvimento do jogo, a equipe encontrou dificuldades ao tentar criar as faixas de bateria. Flores observou que a equipe normalmente tenta mapear uma nota para cada batida da bateria, mas não conseguiu reproduzi-la facilmente para o contrabaixo usado nas canções do Metallica. Como resultado, os desenvolvedores decidiram criar um divisor para o pedal do bumbo e oferecer um segundo pedal para permitir a retenção das notas do contrabaixo. O modo de carreira do jogo, no qual os jogadores fazem parte de uma banda de abertura do Metallica, é baseado em um grupo da vida real que seguiu o Metallica durante uma turnê européia, eventualmente ficando apaixonado pela banda e se apresentando em um ato de abertura. Não foram anunciados planos especiais com os controladores de instrumentos na América do Norte, embora a Activision planejava lançar os adesivos frontais da marca Metallica para os controladores de instrumentos existentes, bem como um acessório de pedal duplo para o controlador de bateria. Guitar Hero: Metallica também suportou os microfones sem fio Lips através de um pacote posterior ao lançamento do título. Um outro pacote, exclusivo da Europa, incluiu um controlador de guitarra sem fio e o adesivos frontais do Metallica.

### Promoção
Os jogadores que encomendaram o título através das lojas GameStop receberam um segundo pedal. Outras lojas também veicularam promoções oferecendo baquetas da marca Guitar Hero: Metallica por encomendas.
Uma versão de demonstração do jogo foi lançada na Xbox Live em 20 de março de 2009, com quatro músicas jogáveis: "Sad but True" e "Seek & Destroy" do Metallica, além de "No Excuses" (Alice in Chains) e "Stone Cold Crazy" (Queen). Na demonstração, todos os quatro instrumentos eram jogáveis; contudo, a versão "Expert+" não estava disponível para bateria. O Metallica, por sua vez, fez uma aparição no South by Southwest de 2009, realizado uma semana antes do lançamento do jogo, para uma apresentação "não tão secreta", que apresentou estações com demonstração configuradas para permitir que os participantes jogassem Guitar Hero: Metallica. Durante o final de semana do lançamento do jogo, patrocinou o carro de número oito de Aric Almirola na corrida Goody's Fast Relief 500 da NASCAR Cup Series. Dois comerciais de televisão dirigidos por Brett Ratner, no mesmo estilo de World Tour, que parodiam a cena do filme Risky Business, na qual Tom Cruise dança a canção "Old Time Rock and Roll" de Bob Seger, foram lançados para divulgar o título. Os anúncios, que foram transmitidos durante o torneio masculino de basquete da NCAA Division I de 2009, apresentaram os treinadores Bob Knight, Mike Krzyzewski, Roy Williams e Rick Pitino, juntamente com os membros do Metallica.

## Trilha sonora
Guitar Hero: Metallica apresenta 49 canções masterizadas jogáveis; 28 do Metallica e as 21 restantes são faixas de outras bandas, escolhidas pelos integrantes do Metallica como suas "favoritas e influências pessoais", incluindo aquelas que apareceram no álbum Garage Inc. Todas as canções do Metallica presentes no jogo são gravações originais, embora as localizações de algumas se transformaram em problemas. Os membros da banda se preparam para regravá-las, assim como os integrantes do Aerosmith havia feito no título anterior, mas eles conseguiram encontrar as gravações do álbum Kill 'Em All no porão de um antigo empresário, Johny Zazula. O título não suporta os conteúdos para download oriundos de Legends of Rock e World Tour, mas incorporou as canções de Death Magnetic como parte da lista de faixas. No entanto, a canção "All Nightmare Long" já se encontra disponível na lista principal. As versões para PlayStation 2 e Wii também não suportam conteúdo adicional para download, mas incluem "Broken, Beat & Scarred", "Cyanide" e "My Apocalypse" do Death Magnetic, além das faixas existentes no jogo.
O Metallica selecionou canções de seu catálogo que "representam de maneira uniforme todas as diferentes fases" da banda. Lars Ulrich observou que eles defenderam a inclusão de canções da banda Slayer mesmo contra as preocupações da Microsoft sobre o conteúdo lírico explícito das mesmas. Alan Flores, designer-chefe do jogo, observou que eles haviam conseguido a autorização para o uso de "Angel of Death", mas tiveram de retirá-la mais tarde devido à melodia de fundo, em vez disso, a pedido de Ulrich, os desenvolvedores adaptaram e incluíram "War Ensemble". Ulrich também solicitou a inclusão das canções "Evil" e "Curse of the Faraohs", do Mercyful Fate, conversando diretamente com King Diamond. Este não conseguiu encontrar as gravações; em vez disso, ele reuniu a banda para gravá-las novamente. "Evil" terminou sendo usada ao invés de "Curse of the Pharaohs" devido à facilidade de jogo. Kirk Hammett afirmou que eles também queriam canções de UFO e Misfits, mas razões legais impediram. Em vez disso, optaram por canções de Michael Schenker Group e Samhain, conjuntos musicais iniciados por ex-membros dessas respectivas bandas. Em 2010, a Activision anunciou que os jogadores poderiam importar 39 canções da trilha sonora de Guitar Hero: Metallica para serem reproduzidas em Warriors of Rock.

## Repercussão
Guitar Hero: Metallica recebeu, de modo geral, críticas positivas, e foi como o melhor título desde que a Neversoft assumiu o desenvolvimento da franquia. A versão de Xbox 360, por exemplo, obteve uma pontuação superior a 85% nos agregadores de revisões GameRankings e Metacritic. O contribuinte da Ars Technica, Ben Kuchera, observou que, com vários outros títulos de Guitar Hero, Metallica poderia ter sido "apenas mais uma maneira de ganhar dinheiro fácil", mas a qualidade geral do jogo mostra que "a equipe de design adora o Metallica". Simon Parkin, do Eurogamer, afirmou que Guitar Hero: Metallica "define a referência" para futuros jogos do estilo específicos de bandas, tanto do Guitar Hero quanto do Rock Band.
As críticas elogiaram o jogo principalmente por sua lista de canções "estelar" que "parece a quintessência das melhores faixas da banda", considerando a "melhor taxa de acertos e erros que qualquer jogo de música até hoje." As dificuldades também foram recebidas com elogios, com as críticas observando que as canções do Metallica podem "[traduzir] muito bem para uma guitarra de plástico", e que são agradáveis em qualquer nível de habilidade." No entanto, o jogo ainda propicia um desafio difícil para jogadores experientes; as inclusões da dificuldade "Expert+" para bateria e o modo "Drum Over" foram vistas como boas adições. Os comentários também favoreceram a progressão do modo carreira, observando que ele permite aos jogadores "saltarem" o período inicial da banda para as grandes faixas. A apresentação geral do jogo foi muito elogiada, observando que "muito cuidado foi feito para garantir que este fosse um jogo de fãs obstinados" e elogiando a devoção ao trabalho de captura de movimento feito pela banda. Os recursos adicionais, como "Metallifacts" e vídeos de bastidores, foram atribuídos para "garantir que esse não seja apenas uma versão rápida e descuidada de uma turnê mundial com as canções do Metallica."
O jogo foi criticado pela falta de conteúdo adicional para download, com exceção do álbum Death Magnetic. O preço também foi outro ponto questionado, já que custava o mesmo que World Tour, mas com menos canções. A "animação" do modo carreira, que apresentava a história da banda, foi vista como inadequada no jogo e considerada sua "maior fraqueza". O contribuinte da IGN, Chris Roper, observou que a versão de PlayStation 2 sofre de vários problemas gráficos, incluindo uma compactação de vídeo ruim, a incapacidade de ler ou aumentar o zoom em manuscritos ou letras e atrasos no deslizamento das notas, considerando o lançamento o mais fraco de todas as plataformas do jogo. Ele também criticou a compactação de vídeo e problemas com a visualização dos extras na versão para Wii. Apesar disso, o título vendeu 1,5 milhão de cópias no mundo, sendo aproximadamente um milhão de cópias vendidas na América do Norte.